# Kobylka hnědá
Kobylka hnědá (Decticus verrucivorus) je druh kobylek z řádu rovnokřídlých. Tento druh se vyskytuje na otevřených travnatých a suchých stanovištích v Evropě a Asii. Je známý svým typickým zbarvením a hlasitým zpěvem samců.

## Popis
Samci dorůstají délky 24 až 38 mm, zatímco samice jsou o něco větší, dosahují 26 až 44 mm. Tělo kobylky je robustní, nejčastěji zbarvené do odstínů zelené, žlutohnědé nebo černohnědé, často s výraznými tmavými skvrnami. Dlouhá kladélka (ovipozitor) samic jsou mírně zakřivená směrem nahoru.
Kobylka hnědá má křídla, která jsou u samců o něco kratší než tělo a plní roli při produkci charakteristického zvuku. Samice mají křídla kratší a slouží hlavně k ochraně těla.

## Výskyt
Druh je rozšířen v mírném pásu Evropy a zasahuje až do Asie. Na severu se vyskytuje ve Skandinávii a na jihu až ve Středomoří. Kobylka hnědá preferuje otevřená travnatá stanoviště, jako jsou louky, pastviny, suché trávníky a okraje lesů. V některých regionech je její populace ohrožena degradací přirozeného prostředí.

## Chování
Kobylka hnědá je aktivní během dne. Samci produkují charakteristické zvuky, které slouží k přilákání samic. Zpěv samce je tvořen sérií rychlých cvakavých zvuků, které jsou přerušovány krátkými pauzami.
Samice kladou vajíčka do země, kde larvy přezimují. Larvy se vyvíjejí přibližně jeden a půl roku a dospělé jedince lze pozorovat od června do září.

## Ekologie
Druh je částečně dravý – živí se menším hmyzem, ale také rostlinnou potravou. Kobylka hnědá je považována za důležitou součást ekosystémů travnatých ploch.